# Gamsi
Gamsi so narodno-zabavni ansambel iz Doba.

## Začetki
Začetki Gamsov segajo v čase, ko so trije bratje, Marko, Janko in Tone začeli prvič peti ob spremljavi očetove kitare. Njihov oče Janez je bil član ansambla Franca Flereta. Ko so bratje zrasli, so začeli razmišljati o ansamblu. Po očetovem zgledu so se lotili igranja na inštrumente in kmalu je bil ustanovljen Ansambel bratov Omahna, ki je večkrat igral po raznih zabavah, veselicah in porokah.
Na eni od poletnih veselic so se fantje spoznali s takratno popularno skupino Don Juan in se spoprijateljili z dvema članoma iz te skupine, Damirjem Jurakom in Vilijem Bertokom. Pod njunim mentorstvom so posneli skladbo O, Korl, povzeto iz tuje skladbe Oh, Carol, ki so jo fantje posneli z diatonično harmoniko, kar pa je bilo za tisti čas v Sloveniji velika novost.
Nekako v istem času so se fantje preimenovali v Gamse.
Z skladbo O, Korl so se predstavili v takratni oddaji Poglej in zadeni, ki jo je vodil Stojan Auer, ter čez noč postali slavni. S to skladbo so se predstavili na slovenski glasbeni sceni. To je bilo leta 1993, in od takrat najprej Gamsi štejejo za svoja uradna leta.
Predvsem so dvignili Slovenijo na noge s svojim hitom Hej, hej, ki ga mnogi poznajo kar po refrenu Kdor ne skače ni Sloven'c.
Gamsi so prepotovali vso Slovenijo, večkrat so nastopali na Hrvaškem, v Avstriji, Nemčiji, Italiji in Švici. Leta 2002 so na svetovnem prvenstvu v nogometu v Južni Koreji igrali domače viže.
Zaradi težav z zdravjem so nastope 2011 začasno prekinili in se ob dvajseti obletnici 2013 priložnostno zbrali v prvotni zasedbi.
Ustanovni član Marko Omahna je umrl januarja 2019.
Njihovo glasbo ohranjajo Mladi Gamsi, nastali 2010, ki jo vodi Žan Omahna, sin ustanovitelja skupine.

## Zasedba
Skupina je doživela le dve menjavi: leta 2007 je skupino zapustil Damir Jurak, zamenjal ga je Frenk Burja in pa leta 2011, je kitarista Tomaža Palčiča zamenjal Mitja Krajnc.
- Tone Omahna - harmonika, klaviature, vokal
- Marko Omahna - ritem kitara, glavni vokal
- Janko Omahna - basist
- Frenk Burja (od 2007) - bobni, vokal
- Mitja Krajnc (od 2011) - kitara, vokal

Nekdanji člani:
- Damir Jurak (1993 - 2007) - bobni
- Matej Mlakar (2007 - 2009) - kitara
- Tomaž Palčič (1993 - 2011) - kitara

## Diskografija
- Od rock'n'rolla do Slaka
- Jodl avtomat
- 1996 - Življenje je en velik hec!
- 1998 - Gamsi v omaki
- 1998 - Jodl, Korl - HIT
- 1999 - Z glavo na paši
- 2001 - Gamsi
- 2002 - Nogometni Gamsi
- 2003 - Napačno obsojeni
- 2006 - Od zibelke do soda
- The best of
- 2012 - Hej, Slovenci